# Poundbury
Poundbury es una área  urbana experimental a las afueras del oeste de Dorchester, en el condado de Dorset, Inglaterra. El desarrollo está dirigido por el Ducado de Cornualles y contó con el firme respaldo del rey Carlos III, cuando era Príncipe de Gales y Duque de Cornualles. Bajo la dirección del arquitecto y planificador principal Léon Krier, el diseño se basa en la arquitectura tradicional y la filosofía del Nuevo urbanismo. El censo de 2021 registró en esta ciudad modelo una población de 4100 habitantes.
La finalización de la construcción está prevista para 2025, y se espera que albergue a una población total de 6000 personas. En su desarrollo y construcción participan 2000 personas de más de 180 diferentes empresas. Poundbury ha sido elogiado por revivir el paisaje urbano de poca altura construido a escala humana, y por hacerse eco de las características de diseño locales tradicionales, aunque no ha reducido del todo el uso del automóvil, como se pretendió en la idea original. Sin embargo, un informe de 2022 estableció que: "Poundbury se ha destacado por sus conexiones de transporte público y peatonal y por no estar tan 'basado en los automóviles' como otros desarrollos en todo el país".

## Misión
Poundbury se construyó según los principios de Carlos III, conocido por mantener fuertes puntos de vista que desafiaban las tendencias de planificación urbana de posguerra muy favorables a crear suburbios en el Reino Unido. Desde sus inicios en 1993, la ciudad ha recibido, tanto elogios como críticas de arquitectos y críticos de diseño.
El desarrollo urbanístico está construido según un patrón urbano de alta densidad, con la intención de crear una comunidad integrada de tiendas y negocios, así como de viviendas privadas y sociales, sin zonificación. Los planificadores afirman que están diseñando este desarrollo urbano en torno a las personas, y no al automóvil, y que su objetivo es proporcionar un entorno de alta calidad. Y para evitar una construcción constante en el espacio público y las viviendas, todos los servicios públicos están enterrados en conductos de servicios públicos comunes debajo de la ciudad. Las zonas comunes están mantenidas por una empresa gestora a la que pertenecen todos los residentes. El núcleo urbano se compone en un 35 por ciento de viviendas sociales y está diseñado para el desarrollo sostenible, que incluye también una mayor neutralidad de carbono.
Hasta cierto punto, el proyecto muestra similitudes con el movimiento contemporáneo del Nuevo urbanismo. El informe de desarrollo describía la construcción de un centro en un estilo clásico y áreas exteriores de vecindario en un estilo de arquitectura popular, con influencias de diseño derivadas del área circundante. El desarrollo incluye elementos de época, tales como vallas de hierro forjado, pórticos, plazas públicas de grava y ventanas "tapiadas", también conocidas como ventanas ciegas, las que tradicionalmente cumplen una función estética, cuya existencia se atribuyó erróneamente a un antiguo impuesto sobre las ventanas.

## Historia

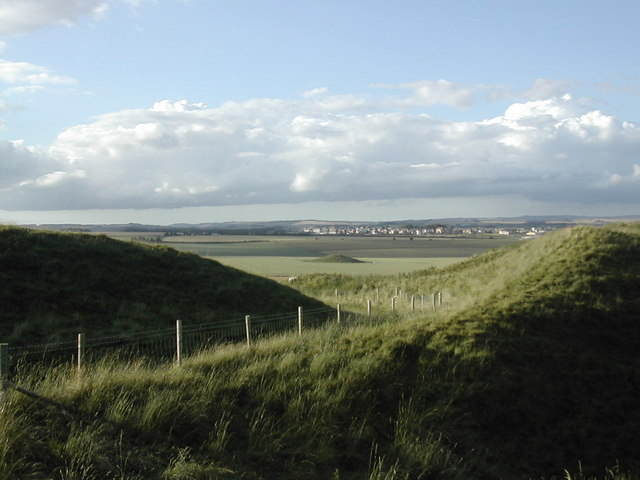
Poundbury visto desde el castillo de Maiden

En 1987 el terreno fue incluido en el plan local del Consejo del Distrito de  West Dorset como ubicación preferida para el desarrollo de la expansión de la ciudad de Dorchester. Carlos III, entonces Príncipe de Gales y Duque de Cornualles, ya se había interesado por la arquitectura y el diseño urbano y estaba escribiendo su libro Una visión de Gran Bretaña: una mirada personal de la arquitectura (Vision of Britain: A Personal View of Architecture). Al ver la oportunidad de poner en práctica las ideas del Príncipe de Gales, el Ducado de Cornualles decidió liderar la planificación del desarrollo en sí, en lugar de vender el terreno a un determinado constructor de viviendas. En 1988, a tales efectos fue contratado al arquitecto de la nueva arquitectura clásica Léon Krier, ganador del Premio Driehaus, para diseñar el desarrollo.
La construcción comenzó en 1993, y se espera que esté terminada alrededor de 2025, siendo el cuadrante noroeste el último construido. Se prevé que la configuración final admita aproximadamente 5800 personas.
El empresario de tarjetas de felicitación Andrew Brownsword patrocinó el premio de un millón de libras esterlinas para el desarrollo del mercado de Poundbury, el cual fue diseñado por John Simpson y que se basó en diseños anteriores, en particular, el del mercado de Tetbury.
Ya en 2018, Poundbury alcanzó una población de 3500 residentes.

## Economía y empleo

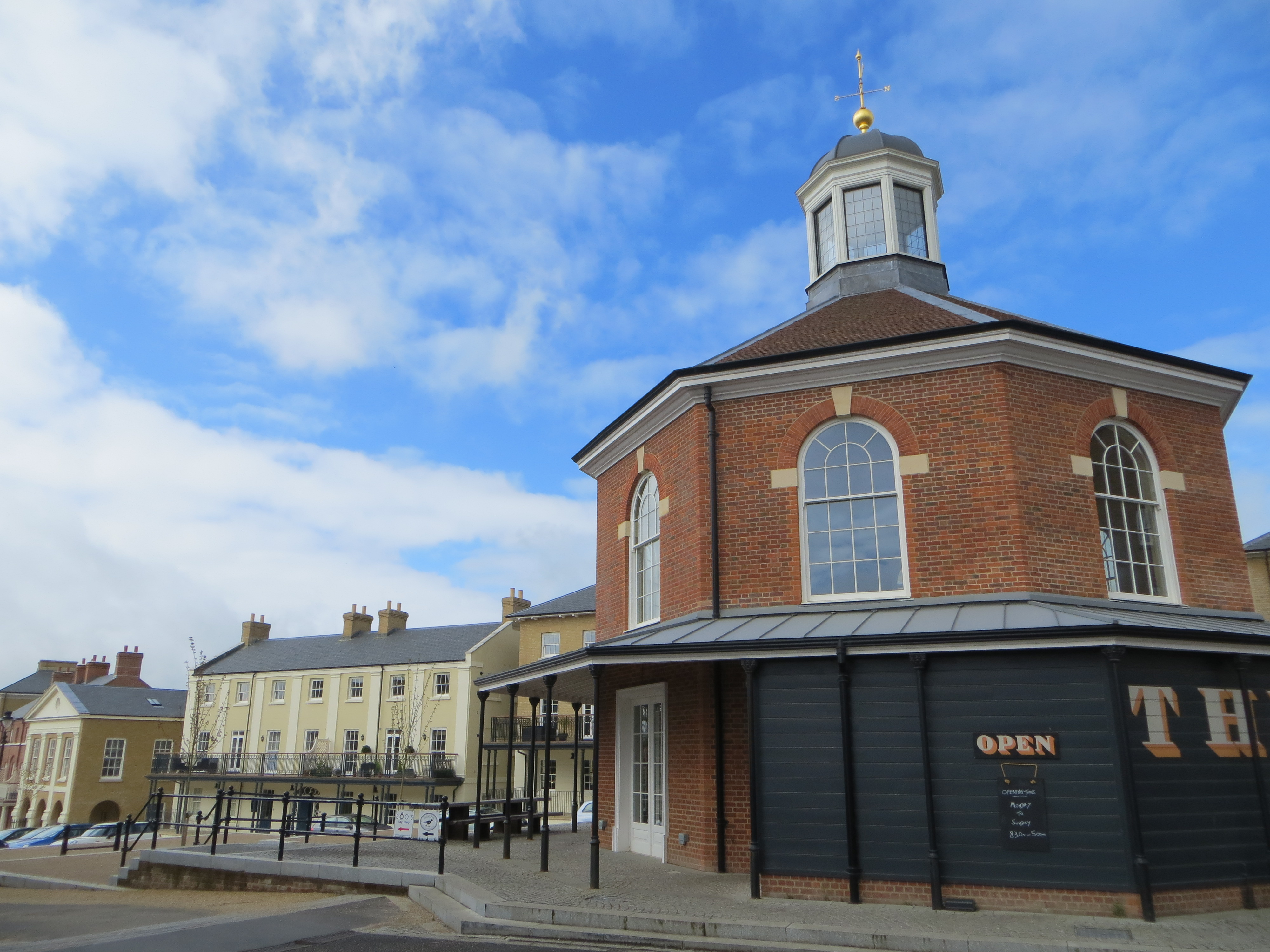
Panadería Butter Cross

En 2010, Poundbury incrementó la economía local del condado de Dorset aportando más de 330 millones de libras esterlinas. Esperándose que contribuya con 500 millones más en los próximos 15 años.
En 2010 más de 2000 residentes de Poundbury trabajaban en 180 negocios locales. En 2017 el número de empresas aumentó a 185, generando 2345 puestos de trabajo. Las empresas incluyen una tienda de la cadena de supermercados Waitrose, una empresa técnica que produce piezas para alas de aviones, así como una fábrica de chocolate.
Un empleador local destacado es el fabricante y exportador de alimentos para el desayuno Dorset Cereals, que desde 2000 ha empleado a más de 100 personas en su fábrica de granero construida expresamente allí. Dorset Cereals se mudó a otra ubicación en Dorset en 2019. Según se informa, hay espacio para unas 80 empresas más.

## Educación
Poundbury tiene dos escuelas primarias dentro de su zona de influencia, entre ellas The Prince of Wales y Damers First School, la cual fue una escuela preexistente en Dorchester, pero que en 2017 fue trasladada a Poundbury, donde se le construyó un nuevo edificio escolar.

## Demografía
El censo nacional de 2021 mostró una población de 4100 habitantes. En 2021, el 89,5 % de la población era nacida en el Reino Unido y el 10,5% nacida en el exterior. La composición étnica de la ciudad en 2021 era de un 93,7 % de británicos blancos u otros blancos, un 2,4 % de asiáticos, británicos asiáticos, un 0,9 % de negros o británicos negros, caribeños o africanos, un 2,6 % de grupos étnicos mixtos  y, finalmente, un 0,4 % de otros grupos étnicos.

## Atracciones y lugares destacados

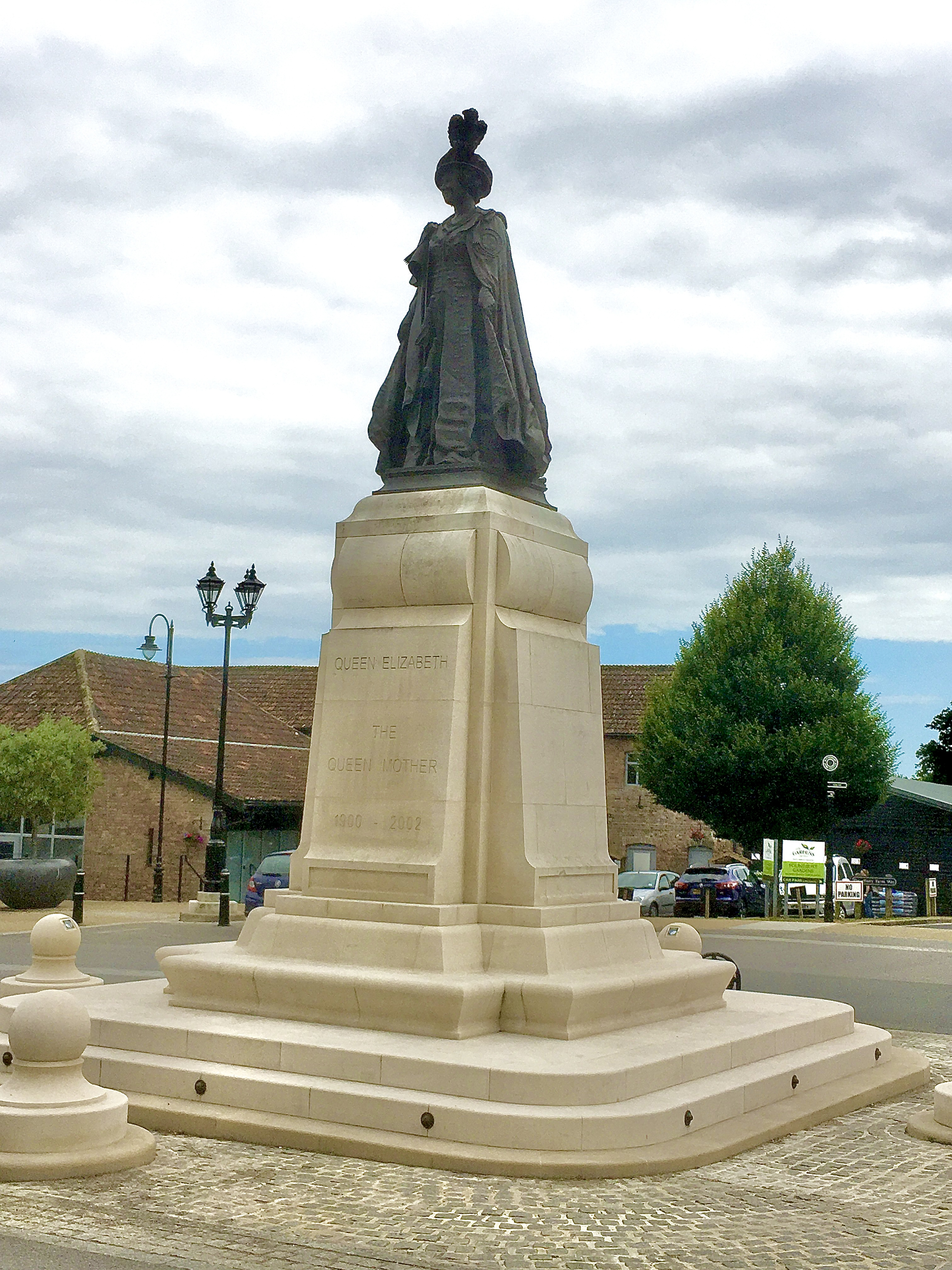
Plaza de la Reina Madre

Debido a la apariencia y el plan únicos de Poundbury, la ciudad ha sido visitada por arquitectos, funcionarios gubernamentales, planificadores, constructores de viviendas y desarrolladores de todo el mundo.
La Plaza de la Reina Madre está rodeada de atracciones turísticas, como Strathmore House, nombrada en honor a la herencia paterna de la abuela del rey Carlos, la reina Isabel. En 2016 Isabel II y su esposo Felipe de Edimburgo, inauguraron en la plaza la estatua de la Reina Madre. También en 2016, se abrió un pub llamado Duchess of Cornwall Inn en honor a la esposa de Carlos III, entonces Príncipe de Gales, la reina Camilla.
Cada año, en agosto, se celebra el Dorset Food & Arts Festival en la Plaza de la Reina Madre Square, el cual atrae a miles de personas. El festival muestra los excelentes productos y artes de la ciudad y también recauda dinero para organizaciones benéficas.
En 2018 el Príncipe de Gales inauguró oficialmente la primera iglesia de Poundbury, la Dorchester Community Church.
En mayo de 2022 el Príncipe de Gales inauguró formalmente una enorme zona de juegos en el parque más grande de Poundbury, el Great Field. El Great Field es ahora un parque bajo el cuidado de la Alcaldía de Dorchester.

## Recepción

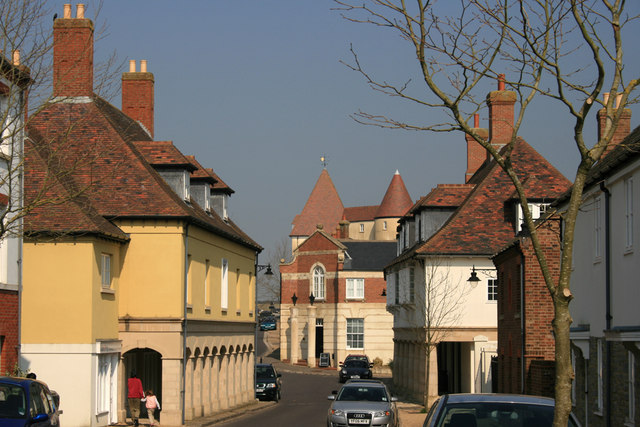
Calle Middlemarsh

El plano de las calles y la estética de Poundbury han sido elogiados y criticados de diversas formas por varios comentaristas. En un artículo de la revista Architect, el profesor Witold Rybczynski dijo que "Poundbury encarna innovaciones sociales, económicas y de planificación que sólo pueden calificarse de radicales". Poundbury tenía como objetivo reducir la dependencia del automóvil y fomentar el caminar, el andar en bicicleta y el uso del transporte público. Sin embargo, una encuesta realizada al final de la primera fase mostró que el uso del automóvil era mayor en Poundbury que en el antiguo distrito rural circundante de West Dorset. En un informe de 2022 se estableció que "Poundbury se ha destacado por sus conexiones peatonales y de transporte público y por no estar tan 'basado en los automóviles' como otros desarrollos en todo el país".
Entre los críticos, Stephen Bayley lo describió como "falso, desalmado, autoritario y terriblemente lindo". En 2009, la estación de bomberos de Dorchester, diseñada por Calderpeel Architects fue preseleccionada para el premio Carbuncle Cup de edificios más feos.
No obstante, el proyecto también ha recibido elogios. En 2013, en el vigésimo aniversario del proyecto, la publicación New Urbanist Better Cities and Towns escribió que Poundbury estaba "ganando adeptos". Unos años más tarde, el crítico de arquitectura y diseñador británico Oliver Wainwright para The Guardian escribió: "Poundbury, el pueblo tradicionalista del Príncipe de Gales en Dorset, ha sido objeto de burla durante mucho tiempo como una Disneylandia feudal. Pero una comunidad diversa y en crecimiento sugiere que se han hecho un montón de cosas bien". Sostuvo que su principal éxito fue lograr un verdadero desarrollo de uso mixto. Contrarrestando las críticas a la estética de Poundbury, el filósofo inglés sir Roger Scruton elogió a la ciudad por su compromiso con los principios arquitectónicos y de planificación premodernos. En el documental de la BBC Why Beauty Matters (Porqué la belleza importa), Scruton exclamó que:

las proporciones [de Poundbury] son proporciones humanas; los detalles son relajantes a la vista. Esta no es una arquitectura grandiosa ni original, ni pretende serlo; es un modesto intento de hacer las cosas bien siguiendo patrones y ejemplos establecidos por la tradición. Esto no es nostalgia, sino conocimiento transmitido de época en época.

## Galería

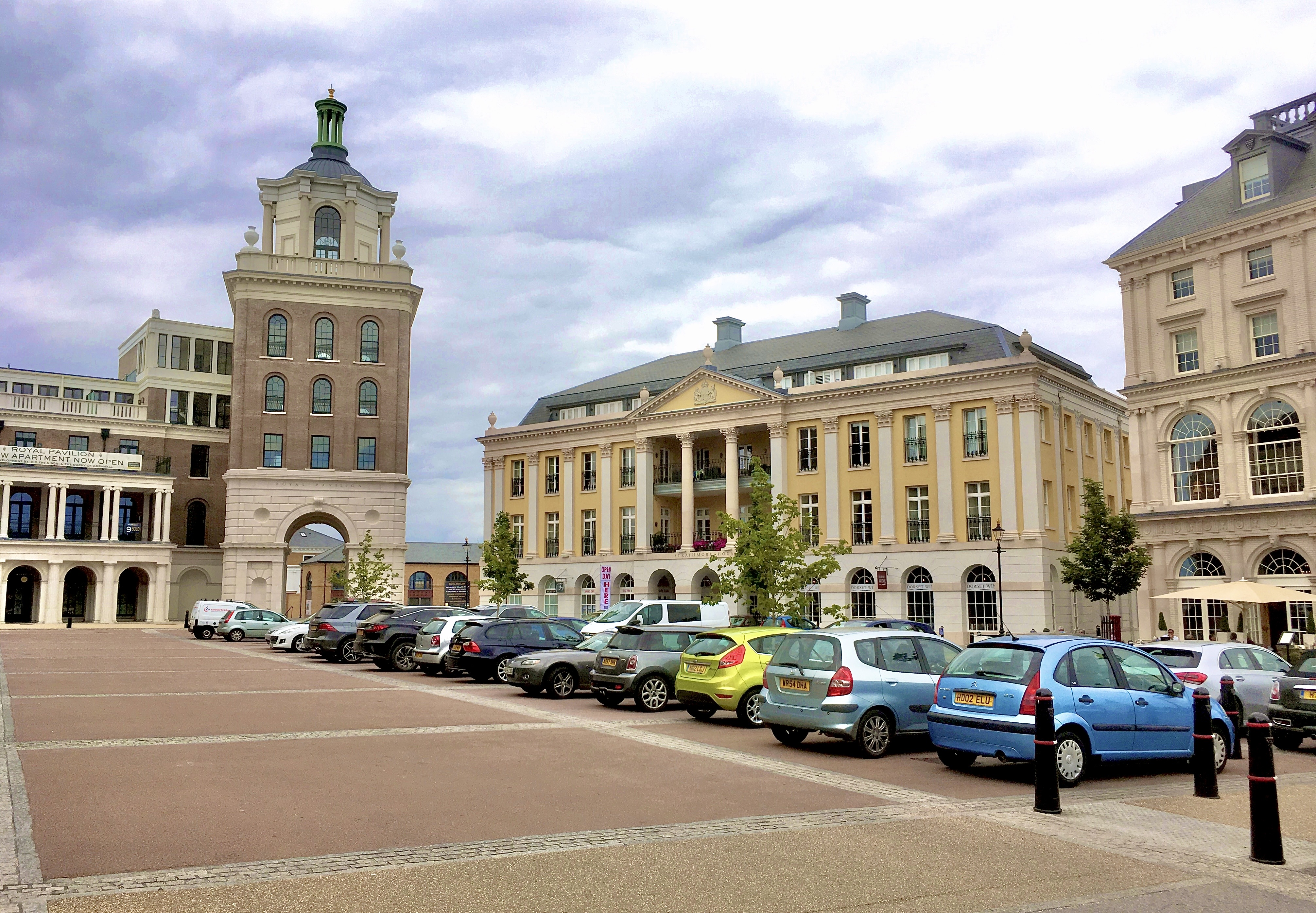
Plaza de la Reina Madre
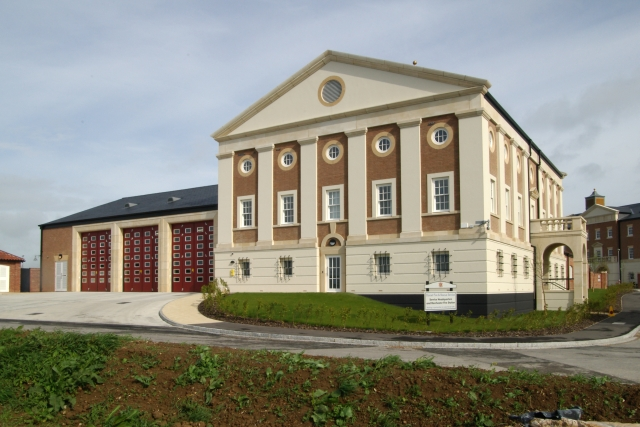
Estación de Bomberos de Calder Peel
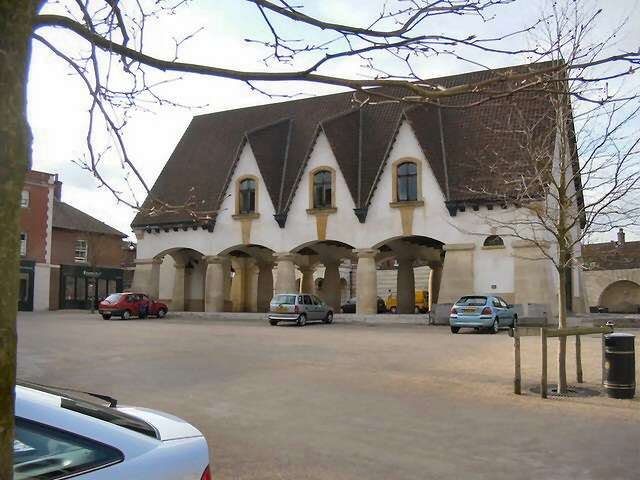
Fachada de Brownsword Hall diseñada por John Simpson
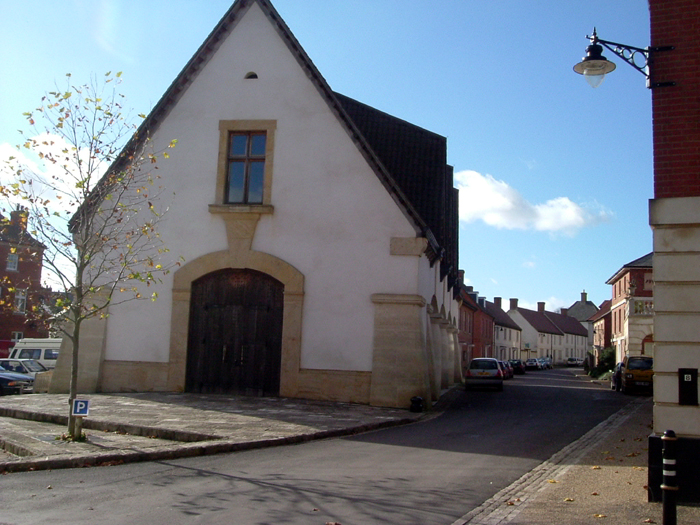
Brownsword Hall (lateral)
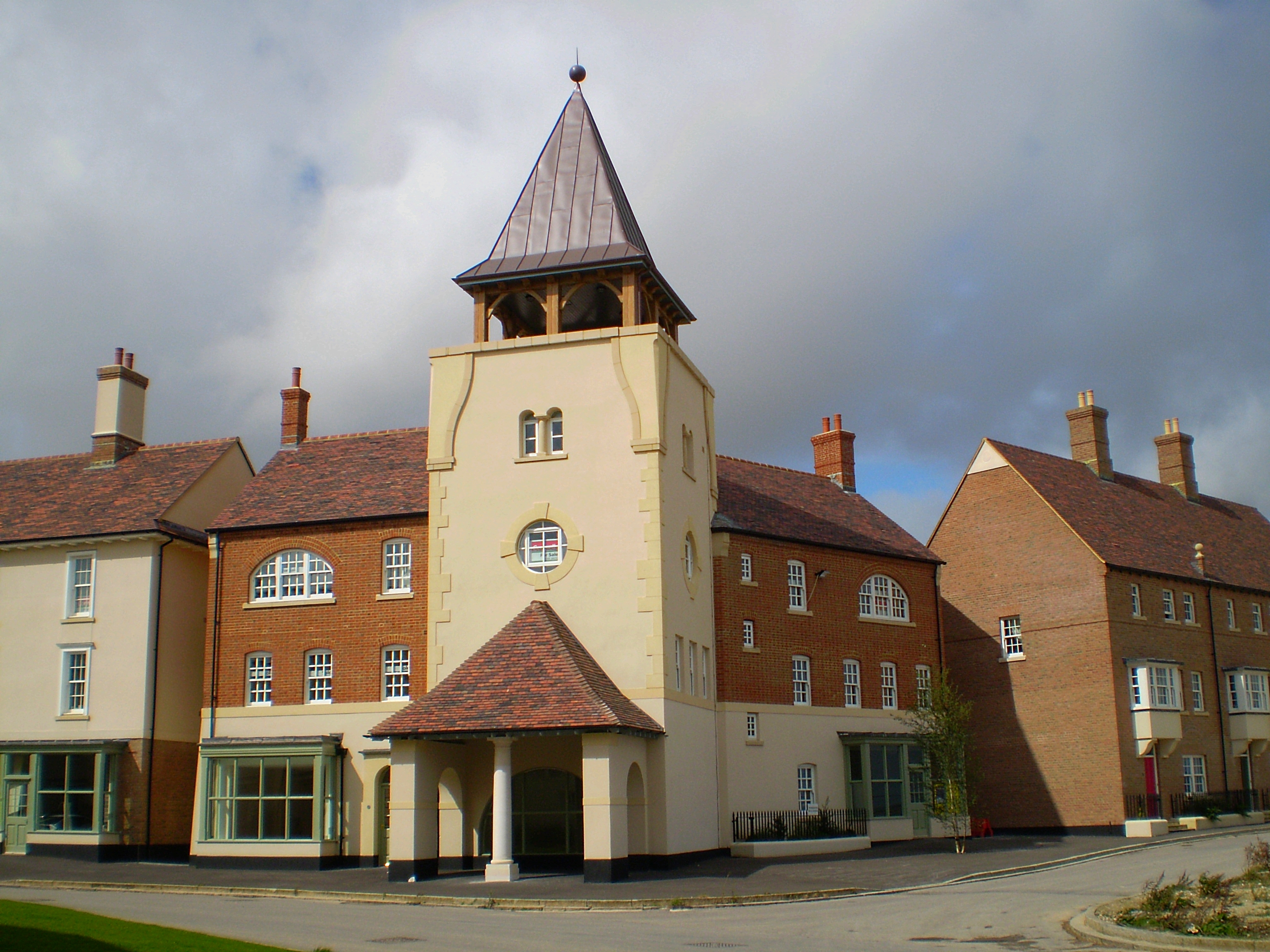
Peverell Ringhill Street (Whistling Witch)
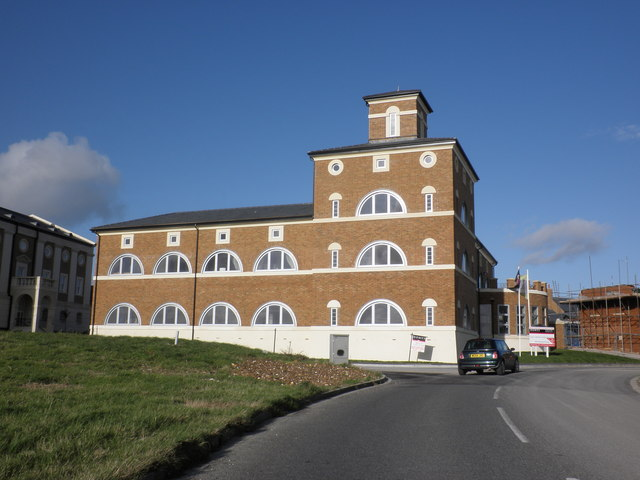
Peverell, Av. West con Peninsula Way
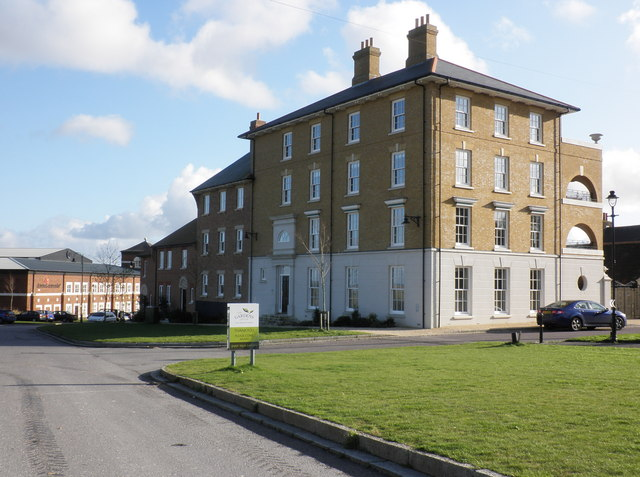
Peverell, Av. East con Woodlands Crescent
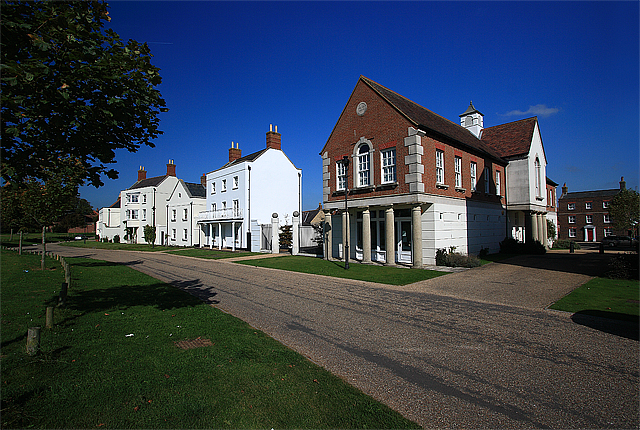
Holmead Walk con Plaza Chaseborough
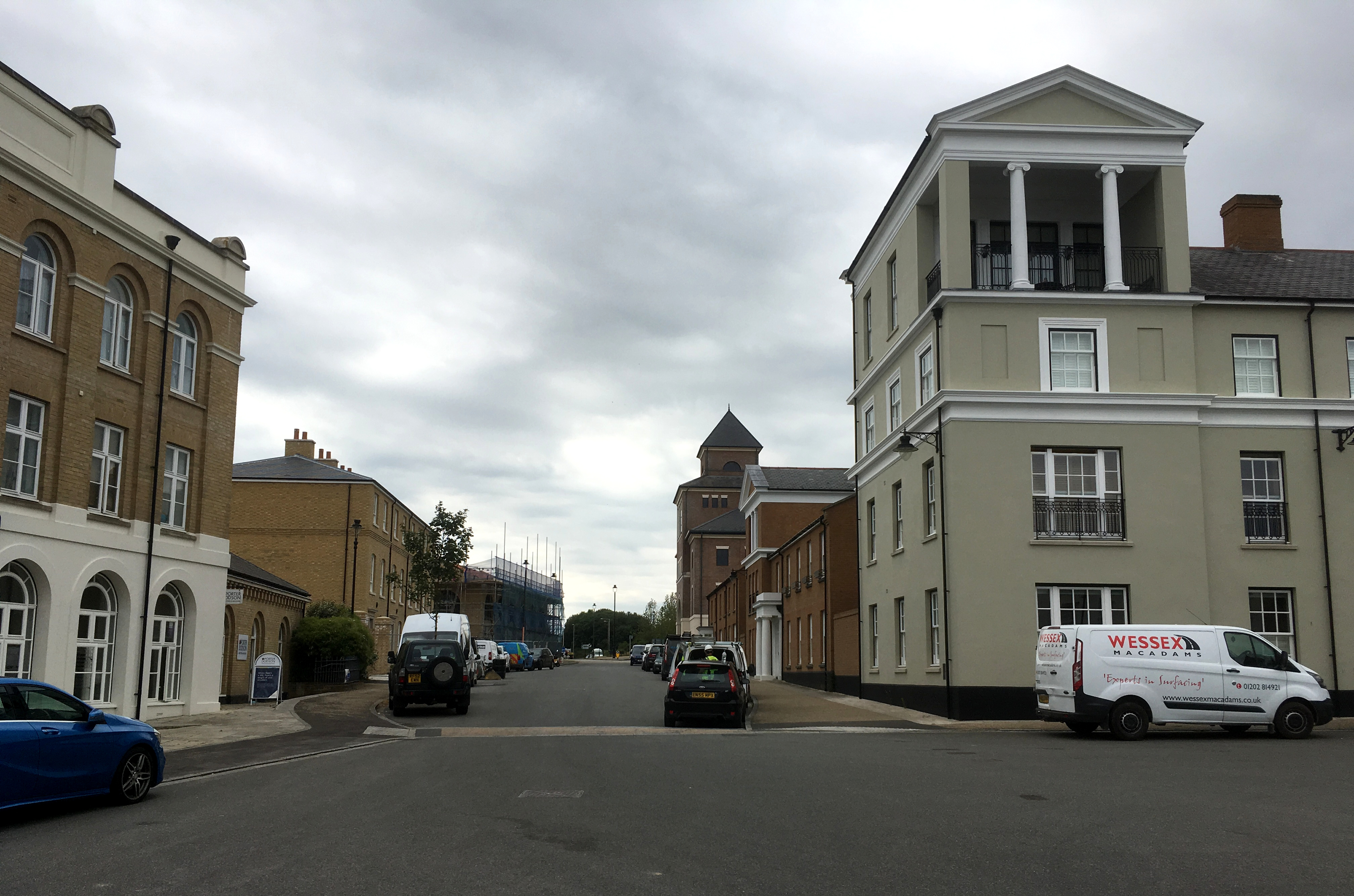
Bridport Road con Beechwood Lane
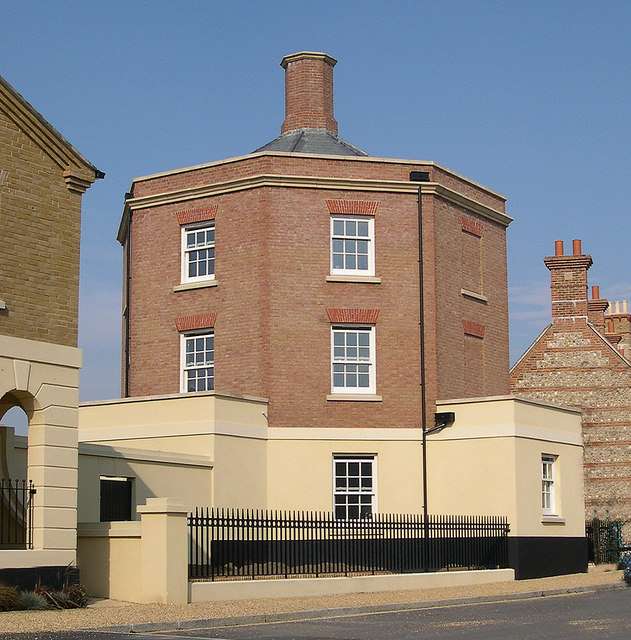
Moraston Street con Weir End Road